# Michael Radulescu
Michael Radulescu (Bucarest, 19 giugno 1943 – Vienna, 23 dicembre 2023) è stato un organista e compositore rumeno naturalizzato austriaco.

## Biografia
Figlio di padre rumeno e madre tedesca, ha studiato organo e composizione prima a Bucarest con Victor Bickerich, poi all'accademia musicale di Salisburgo e infine a Vienna con Anton Heiller e Hans Swarowsky all'Università per la musica e le arti interpretative di Vienna. Dal 1959 si esibisce come organista in Europa, Nordamerica, Australia e Giappone. Dal 1968 al 2008 ha insegnato all'Università per la musica di Vienna. Come compositore è stato influenzato da Paul Hindemith, Anton Webern, Arnold Schönberg, György Ligeti e Olivier Messiaen. Nel 1970 ha vinto il premio di composizione della città di Stoccarda. Ha curato l'edizione moderna di musica organistica antica e fa parte della giuria di concorsi internazionali. Come organista ha suonato, fra l'altro, l'opera omnia di Johann Sebastian Bach. Nel 2005 è stato insignito del Goldene Verdienstzeichen des Landes Wien. Nell'ottobre 2007 ha ricevuto il Würdigungspreis für Musik del Ministero Austriaco per l'Insegnamento e l'Arte per il suo impegno nella musica.

## Composizioni

### Musica strumentale

#### Organo
- Cinque pezzi (1972)
- Fantasia sul corale Da Jesus an dem Kreuze stund (1976)
- Fantasia sul corale O Mensch, bewein dein Sünde groß (1978)
- Sette corali per la Passione (1981/1982)
- Ricercari (1984)
- Epiphaniai (1988)
- Resurrexit (2001)
- Madrigali (2010)

#### Soli per archi / fiati
- Capricci per flauto dolce contralto (flauto traverso) (1974)
- Suonata per viola sola (1985)
- Threnodia, per violoncello solo (1984)

#### Musica da camera
- Sonate per flauto dolce (flauto traverso) e clavicembalo (1967–1971)
- Melencolia, ricercare per flauto dolce (flauto traverso) e batteria (1982)
- Trio I, per violino, viola e violoncello (1969)
- Trio II, per violino, viola e violoncello (1971/1973)
- Quintetto per flauto, oboe, clarinetto, corno e fagotto (1967)
- Sestetto per due violini, due viole e due violoncelli (1994/95)

#### Ensemble da camera
- Epiphaniai, musica per organo, quattro clarinetti, quattro tromboni, due contrabbassi e batteria (2 esecutori) (1987/1988)

#### Composizioni per orchestra
- Variazioni per grande orchestra (1973)

### Musica vocale

#### Composizioni per canto solo
- Mitten wir im Leben ... [Media Vita], per contralto solo; (prima esecuzione 9 maggio 2004, Charleville-Mézières, Francia)
- Sonetti Recitativo à 6, per sei solisti a cappella (1985)
- Concerto spirituale per dieci cantanti solisti e batteria (2 esecutori) (1979)
- Quattro preghiere del Vecchio Testamento, per contralto e organo (1979)
- Ecce virgo, concerto spirituale, versione per soprano e organo (1982/1994/2001)
- De Poeta (Das Wessobrunner Gebet), versione per soprano e organo (1988/1991/1998)
- Versi, per soprano e organo (1991/1998)
- Veni, musica per soprano, flauto e tre batterie (1996)
- Soliloquia, monologo per canto e orchestra (2007)
- Soliloquia, monologo per canto e due piatti sospesi (2008)

#### Musica per coro
Coro a cappella
- Messa tedesca in fa per coro misto (1976)
- Tre mottetti per coro femminile (1971)
- Rex coeli, per coro misto (1980/1981)
- …De Lumine…, per coro misto a otto voci a cappella (2013)

Coro con accompagnamento
- De poeta (Das Wessobrunner Gebet), per quattro cori e campane tubolari (3 esecutori) (1988)
- Messa dodecafonica tedesca per doppio coro e batteria (1969)
- Beati, per doppio coro femminile, quattro flauti e due arpe (1993)
- Ebla's Song of Praise, per coro misto e organo (1986)
- Nomen, musica per due cori misti, due flauti e tam-tam (1997)
- En Arche(i), quattro invocazioni per coro e strumenti (flauto, clarinetto, 2 clarinetti bassi, 3 tromboni, 2 contrabbassi, batteria) (2010)

Coro e orchestra
- Ebla's Song of Praise, per coro misto e orchestra (1994)
- Leiden und Tod Unseres Herrn Und Heilands Jesus Christus. EINE PASSION, per contralto solo, basso solo, 2 cori misti, 4 flauti, 4 contrabbassi, 4 tromboni, 4 viole da gamba, 2 batterie (2002–2003)